# Pekařka (usedlost v Podolí)
Pekařka je zaniklá usedlost v Praze-Podolí, která stála poblíž televizního studia Kavčí hory na okraji vilové čtvrti. Jmenují se po ní ulice Nad Pekařkou, Pod Pekařkou a Za Pekařkou.

## Historie
Hospodářská usedlost pocházela z 1. poloviny 18. století. V polovině 19. století v ní byl hostinec zvaný „Na Pekařce“. Ve druhé polovině 20. století dvůr užíval národní podnik Polygrafia jako sklady.
Usedlost byla zbořena v 70. letech 20. století.
Dochovalo se
Jeden z bývalých majitelů usedlosti postavil poblíž novou vilu, která převzala jméno "Pekařka".